# مات بيري
مات بيري (بالإنجليزية: Matt Berry)‏ (و. 1974 – م) هو ممثل، وكاتب سيناريو من المملكة المتحدة . ولد في برمهم .

## التعليم
تعلم في Nottingham Trent University ‏

## روابط خارجية
- مات بيري على موقع IMDb (الإنجليزية)
- مات بيري على موقع ألو سيني (الفرنسية)
- مات بيري على موقع ميوزك برينز (الإنجليزية)
- مات بيري على موقع أول موفي (الإنجليزية)
- مات بيري على موقع قاعدة بيانات الأفلام السويدية (السويدية)
- مات بيري على موقع إن إن دي بي (الإنجليزية)
- مات بيري على موقع أول ميوزيك (الإنجليزية)
- مات بيري على موقع ديسكوغز (الإنجليزية)
- مات بيري على موقع قاعدة بيانات الفيلم (الإنجليزية)
- مات بيري على موقع كينوبويسك (الروسية)